# Amway Arena
O Amway Arena foi um ginásio de esportes localizado em Orlando, no estado da Flórida, nos Estados Unidos. Foi a casa do time de basquetebol Orlando Magic da NBA entre os anos de 1989 e 2010, do Orlando Predators (time de futebol americano de arena) de 1991 a 2010 e do time de showbol Orlando Sharks da MISL entre 2007 e 2008.
Fez parte do Orlando Centroplex, um complexo de esportes e entretenimento de Orlando.
Chamava-se TD Waterhouse Centre até dezembro de 2006, quando adotou o nome atual devido a mudança de patrocinador.
O ginásio foi fechado em 2010 e demolido em 2012.

## Galeria de imagens
- Interior